# Новоровенецкий
Новоровенецкий — хутор в Красносулинском районе Ростовской области.
Входит в состав Гуково-Гнилушевского сельского поселения.

## География
Расположен у границы с Украиной.
На хуторе имеется одна улица: Карьерная.

## Население
| 2010 |
| ---- |
| 443  |

По данным переписи 1926 года по Северо-Кавказскому краю, в населённом пункте числилось 46 хозяйств и 241 житель (120 мужчин и 121 женщина), из которых украинцы — 80,5 % или 194 чел., русские — 19,5 % или 47 чел.